# Барат, Кахар
Кахар Барат (англ. Kahar Barat, кит. 卡哈尔·巴拉提, род. 1950, Или-Казахский автономный округ, Синьцзян) — американский историк уйгурского происхождения, известный своими работами по буддизму и исламу в Синьцзяне.
Кахар Барат родился в Или в 1950 году. Он получил степень магистра тюркологии в Центральном университете этнических меньшинств (Китайский университет Миньцзу) в Пекине; он получил докторскую степень в Гарвардском университете в 1993 году. Позже он преподавал в Йельском университете и других учреждениях.
В 2000 году Кахар Барат опубликовал аннотированное английское издание частей «Уйгурской тюркской биографии китайского буддийского паломника седьмого века Сюаньцзана», первоначально написанной Шинко Шели Тутунгом.
В недавней книге Барата под названием Maymaq Uyghurlar («Искажённые уйгуры» на уйгурском языке) обсуждается тяжёлое положение художников Синьцзяна, которые оказались в положении упаковщиков уйгурской культуры для потребления внешней аудиторией.